# Filomena de Almeida
Filomena de Almeida (* vor 1974) ist eine osttimoresische Unabhängigkeitsaktivistin und Funktionärin der Partei FRETILIN.

## Werdegang
Almeida war, wie ihr Mann Estanislau da Silva Mitglied der Gruppe um das Casa dos Timores, einem Treffpunkt linksgerichteter osttimoresischer Studenten in Lissabon nach der Nelkenrevolution 1974. Während der indonesischen Besatzungszeit (1975–1999) arbeitete sie in der Delegation der FRETILIN in Mosambik mit, die mehrere afrikanische Länder besuchte, um Unterstützung für Osttimor zu finden. Auch in der Jugenddelegation für Kuba war sie Mitglied. Später zog sie nach Australien, wo sie ihre Arbeit für die FRETILIN weiterführte. Dazu gehört auch die Niederschrift der Geschichte der FRETILIN. Nach der Unabhängigkeit Osttimors 2002 kehrte Almeida zurück nach Osttimor, wo sie weiter als FRETILIN-Mitglied aktiv blieb. Sie arbeitet in der Abteilung für Propaganda und Information (DEPIM) der Partei.

## Familie
Almeida ist Ehefrau von Estanislau da Silva, der 2007 kurzzeitig Premierminister Osttimors war. Ihr Bruder ist Aires de Almeida. Die Familie stammt ursprünglich aus Indien.

## Veröffentlichungen
- FALINTIL: Origem e Evolução, Lissabon 1997.